# Condé Nast Building
Il Condè Nast Building è un grattacielo situato al 4 Times Square Plaza di New York. Si tratta di un edificio moderno, collocato tra la 42ª e la 43ª strada nella Midtown di Manhattan.

## Descrizione
Il grattacielo è composto dall'intersecazione di due parallelepipedi: uno rivestito da un curtain wall di vetro e uno rivestito in muratura con grandi finestroni. Alla base dell'edificio sono stati posizionati parecchi tabelloni per affissioni che dimostrano l'influenza della cultura pop, tipica dell'area di Times Square. La punta del 4 Times Square, altro nome del Condè Nast, è sormontata da un'alta antenna, che ha rimpiazzato l'originale nell'ottobre del 2003.

## Storia
Il Condè Nast Building è stato edificato tra il 1996-1999. Esso è facente parte di un progetto di riqualificazione dell'area di Times Square. La sua costruzione scatenò molte polemiche: il nuovo grattacielo avrebbe potuto "rovinare" lo skyline di una delle piazze più famose del mondo. Si scelse quindi di creare un edificio equilibrato e non troppo invadente, composto strutturalmente da due parti: quella rivolta verso Times Square, la facciata occidentale, rivestita da un curtain wall di vetro, a carattere moderno, mentre la facciata rivolta su Bryant Park, a est, si presenta rivestita in muratura e da spaziose finestre, meno appariscente della prima e in armonia l'ambiente elegante del parco.